# Sallach (Rain)

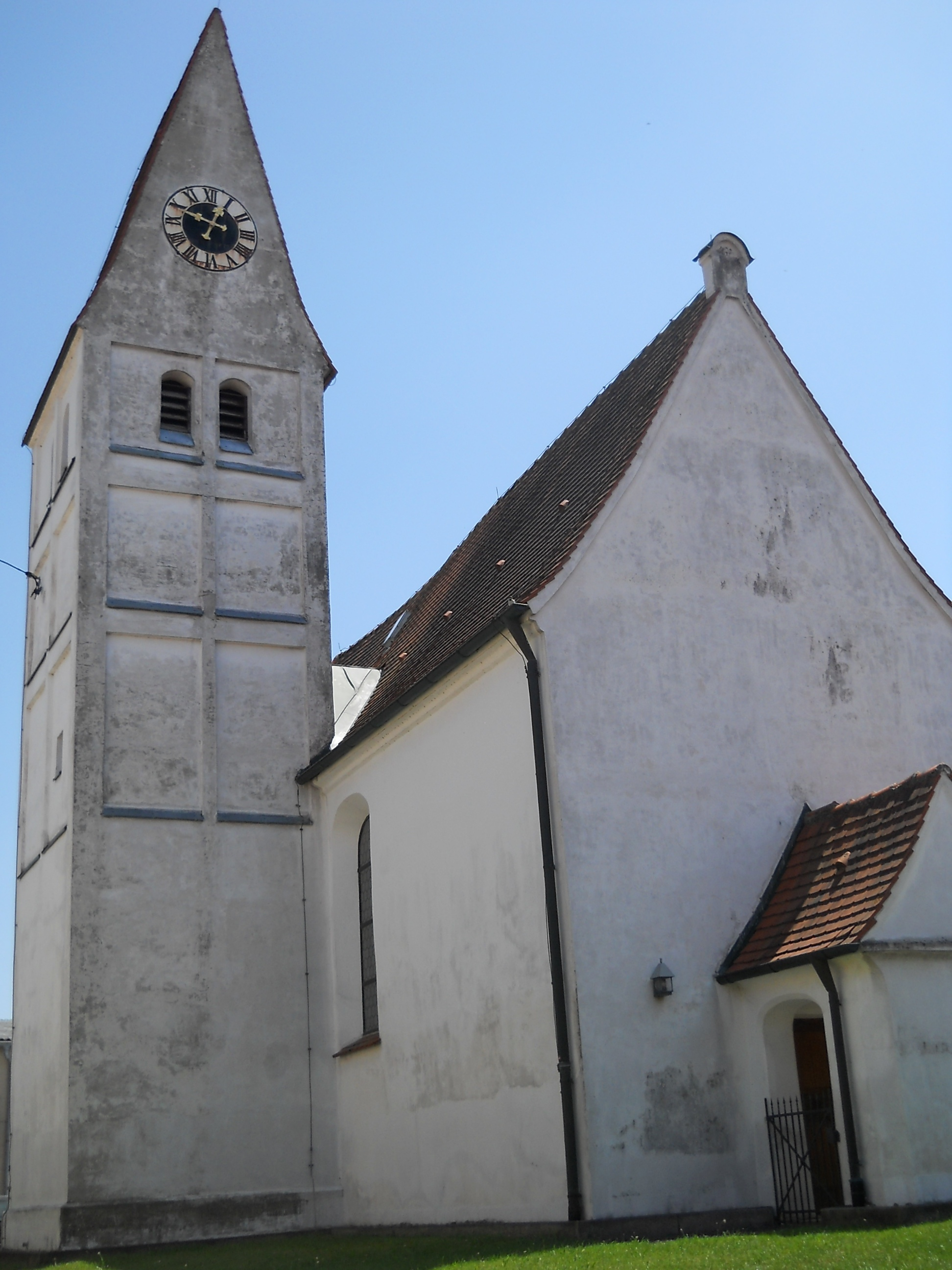
Ortskirche St. Ulrich

Sallach ist ein Gemeindeteil der Stadt Rain  im Landkreis Donau-Ries (Regierungsbezirk Schwaben, Bayern).

## Geographie und Verkehr
Das Kirchdorf Sallach liegt südöstlich von Rain im Tal der Kleinen Paar am Nordrand des Unteren Lechrains der Aindlinger Terrassentreppe. Naturräumlich gehört es so zur Donau-Iller-Lech-Platte, die wiederum Teil des Alpenvorlandes ist, eine der Naturräumlichen Haupteinheiten Deutschlands.

Der Ort liegt zwischen der Stadt Rain und ihren Ortsteilen Überacker, Gempfing und Bayerdilling. Durch Sallach geht die Kreisstraße DON 33, die von Bayerdilling kommend weiter nach Gempfing führt.

## Geschichte
Früheste Ausgrabungen in der Gegend weisen auf eine Besiedelung bereits in der Jungsteinzeit hin.

Östlich des Ortes befinden sich im Talgrund Brandgräber aus der Römerzeit.
Erstmals wurde Sallach 1200 als Sala erwähnt, was entweder Herrenhof (Saal) oder Siedlung bei den (Sal-)Weiden bedeuten kann. Das Dorf war ein alter Besitz der Grafen von Scheyern. Als Graf Otto von Scheyern-Wittelsbach 1180 Herzog von Bayern geworden war, gründete sein Sohn Ludwig das Kastenamt Bayerdilling mit Sallach als Grenzzollstätte. Lange noch blieb ein Großteil Sallachs im Besitz derer von Wittelsbach und Scheyern. Später (1250 wurde die Grenzzollstätte in die Wittelsbacher-Stadt Rain verlegt) hatten auch andere Herren Besitztümer in Sallach, so das Kloster Niederschönenfeld, das Benediktinerinnenkloster St. Walburg in Eichstätt, das Kloster Thierhaupten, die Pfarrkirche Gempfing und die Filialkirchen Sallach und Heimpersdorf.
Die Filialkirche Sankt Ulrich ist eine Filiale der Pfarrei Sankt Vitus in Gempfing.
Die selbstständige Gemeinde Sallach gehörte zum Landkreis Neuburg an der Donau und wurde am 1. Juli 1972 mit Auflösung desselben im Zuge der Gebietsreform in Bayern dem Landkreis Donau-Ries zugeschlagen, der bis zum 1. Mai 1973 die Bezeichnung Landkreis Nördlingen-Donauwörth trug, und am selben Tag in die Stadt Rain eingegliedert.

## Bau- und Bodendenkmäler
- Filialkirche Sankt Ulrich
- römische Brandgräber östlich des Ortes